# Lyngby Åmose
Lyngby Åmose er et cirka 50 hektar stort moseområde ved nordsiden af  Lyngby Sø, fra Mølleå til Lyngby Omfartsvej i Lyngby-Taarbæk Kommune. Lyngby Åmose blev fredet allerede i 1949, og gennem naturpleje er det lykkedes at bevare de forskellige plante- og dyresamfund. I det kanalrige område er anlagt et omfattende stisystem, som i de fleste tilfælde også er egnet for gangbesværede, kørestolsbrugere med ledsager og barnevogne. Den er nu en del af den store naturfredning Lyngby Åmose, Lyngby Sø og Bagsværd Sø. Den er en del af Natura 2000-område nr. 139 Øvre Mølleådal, Furesø og Frederiksdal Skov.
Ind til 1900-tallet var Åmosen et lysåbent landskab med hængesæk og  fattigkær, men  mosen blev tørrere, og træer bredte  sig ud over området, så det meste af Lyngby Åmose i dag er ellesump og skovbevokset tørvemose.
Indtil 1930'erne var Lyngby Åmose opdelt i lodder med tilknytning til gårdene i Virum. Der blev skåret tagrør til tagdækning, og krattene leverede brændsel til opvarmning og madlavning. Det medførte, at trævæksten blev holdt nede, så mosen fremstod som et åbent område med lave krat.
I de efterfølgende årtier tog trævæksten voldsomt til, så hele mosen var på vej til at blive skovdækket, men Lyngby-Taarbæk Kommune plejede dens mest værdifulde fattigkær, så mosen bliver mere og mere lysåbent, fordi opvækst af nye træer forhindres af en tæt bundvegetation af bl.a. tørvemosser og af den relativt store bestand af rådyr.